# Hyposidra purpurea
Hyposidra purpurea là một loài bướm đêm trong họ Geometridae.